# Pas folle la guêpe (film)
Pour plus de détails, voir Fiche technique et Distribution.
Pas folle la guêpe est un film franco-germano-italien réalisé par Jean Delannoy, sorti en 1972.

## Synopsis
Une vieille dame excentrique est bien loin de se douter de tout ce qui se trame derrière son dos, en particulier de ce que conspirent ses domestiques. Son infirmière, Marthe, s'efforce d'obtenir la place de dame de compagnie auprès d'elle, et de lui faire modifier son testament au profit d'Alain, son compagnon.

## Fiche technique
- Titre : Pas folle la guêpe
- Titre anglais : Not Dumb, the Bird
- Réalisation : Jean Delannoy
- Assistant réalisateur : François Dupont-Midy
- Scénario : Jean Delannoy, Daniel Boulanger, d'après Simple question de temps de James Hadley Chase
- Photographie : Christian Matras
- Cadreur : Daniel Vogel
- Musique : Michel Legrand
- Producteur délégué : Michel Zemer
- Sociétés de production : Fides - Fiduciaire d'Éditions de Films (Paris), West Film (Rome), Filmsonor (Paris), Les Films Marceau (Paris), Maran Film GmbH (Munich)
- Sociétés de production : Cocinor - Comptoir Cinématographique du Nord
- Pays de production :  France |  Italie |  Allemagne de l'Ouest
- Genre : comédie , policier
- Durée : 108 minutes (1 h 48)
- Date de sortie : 
  - France : 15 novembre 1972

## Distribution
- Françoise Rosay: Mme Morelli-Johnson
- Anny Duperey : Marthe
- Bruno Pradal : Alain Morelli, neveu de Mme Morelli
- Philippe Clay : Jaques Bromfield
- Daniel Ceccaldi : Gérard Chardonnet
- Olivier Hussenot : Maître Weidman, le notaire
- Alexandre Rignault : l'homme à la jambe de bois
- Florence Brière : la bonne de Mme Morelli
- Madeleine Damien
- Gabrielle Doulcet : une amie de Mme Morelli, joueuse de cartes
- Madeleine Bouchez : une amie de Mme Morelli, joueuse de cartes
- Gérard Dauzat : le vendeur de piano
- Siegfried Rauch : l'ami de Jack
- Harald Leipnitz : Victor Masson
- Pippo Merisi
- David Tonelli
- Janine Souchon : la dame de compagnie congédiée
- Corinne Lahaye : la secrétaire de Gérard Chardonnet
- Madeleine Clervanne : une amie de Mme Morelli, joueuse de cartes
- Madeleine Barret
- Katia Tchenko
- Henri-Jacques Huet